# 前橋市立芳賀小学校
前橋市立芳賀小学校（まえばししりつ はがしょうがっこう）は、群馬県前橋市勝沢町にある公立小学校。

## 歴史
- 1874年（明治7年）1月24日 - 善勝寺に善勝小学校として開校。
- 1884年（明治17年）11月 - 南勢多第一小学校。
- 1886年（明治19年）4月 - 南勢多第四尋常小学校。
- 1887年（明治20年）3月 - 鳥取尋常小学校。
- 1889年（明治22年）4月 - 芳賀尋常小学校。
- 1892年（明治25年）11月 - 嶺分教場が独立し嶺尋常小学校となる。
- 1893年（明治26年）6月 - 高等科を併置し芳賀尋常高等小学校となる。
- 1941年（昭和16年）4月 - 勢多郡芳賀村芳賀国民学校となる。
- 1947年（昭和22年）4月 - 学制改革に伴い群馬県勢多郡芳賀村立芳賀小学校となる。
- 1952年（昭和27年）3月28日 - 原因不明の火災により全校舎焼失。
- 1954年（昭和29年）4月1日 - 前橋市との合併により前橋市立芳賀小学校となる。
- 1964年（昭和39年） - プール新設。
- 1976年（昭和51年） - 体育館新築。
- 1978年（昭和53年） - 鉄筋3階建校舎（南校舎6教室）新築。
- 1980年（昭和55年） - 鉄筋3階建校舎（南校舎15教室）新築。
- 1981年（昭和56年） - 鉄筋3階建校舎（北校舎15教室）新築。
- 1985年（昭和60年） - 鉄筋3階建校舎（特別教室）、プール新設。
- 2015年（平成27年）3月 - 前橋市立嶺小学校が閉校となり、本校と統合。校庭に統合記念碑を建立。

## 学区
- 勝沢町[1]
- 小神明町
- 端気町
- 五代町
- 鳥取町
- 小坂子町
- 高花台一丁目、二丁目
- 嶺町（※旧嶺小学校の学区）
- 金丸町（※旧嶺小学校の学区）

## 学校周辺
- 前橋市立芳賀中学校

## 関連人物
- 出身者
  - 長岡菊三郎 - （1882～1941）東京帝国大学理科大学卒業後、南京高等師範学堂教授を務め、帰国後慶応大学で教鞭を執る。六桜社技術長として初の国産カラーフィルム開発に貢献。
  - 井上武士 - 童謡「海」、「チューリップ」などの作曲者。本校の校歌作曲者でもある。
- 教員
  - 角田金五郎 - （1858～1943）植物学者。勢多郡芳賀村大字小坂子出身。明治13年より赤城小学校教員、明治17年より善勝小学校教員。以降明治41年まで芳賀小学校勤務。明治42年より芳賀村助役、のち芳賀村議会議員を務める。コケ類・地衣類を収集し、ナベワリゴケ等新種を多数発見した。

## その他
- 2007年度全日本ホームページ大賞の県優秀校に選出された。
- 前橋市指定重要文化財の「埴輪踊る男子像」を所蔵する[2]。